# Hyles demaculata
Hyles demaculata är en fjärilsart som beskrevs av Schultz. 1911. Hyles demaculata ingår i släktet Hyles och familjen svärmare. Inga underarter finns listade i Catalogue of Life.